# Nejc Dežman
Nejc Dežman, né le 7 décembre 1992 à Kranj, est un sauteur à ski slovène. 

## Carrière
Membre du club de sa ville natale Kranj, il fait ses débuts internationaux en 2008.
En 2012, il devient champion du monde junior en individuel. Il fait ses débuts en Coupe du monde en janvier de la même année et marque ses premiers points lors de son troisième concours à Lahti. Il fait son incursion dans les dix premiers en janvier 2014 à l'étape de Sapporo où il se classe septième puis neuvième. En janvier 2015, il obtient son premier podium dans une épreuve par équipes à Zakopane, puis son unique victoire par équipes à Willingen, avant de prendre part un mois plus tard aux Championnats du monde à Falun, où son meilleur résultat est vingtième sur le petit tremplin et cinquième par équipes, sur la compétition mixte.
Lors des deux années suivantes, il est essentiellement actif dans la Coupe continentale, terminant troisième du classement en 2017. En 2018, il marque de nouveau des points dans la Coupe du monde (39e du classement général).
Il concourt dans sa dernière saison en 2018-2019.

## Palmarès

### Championnats du monde
| Épreuve / Édition | Épreuve / Édition | Falun 2015 |
| Petit tremplin    | Petit tremplin    | 20e        |
| Grand tremplin    | Grand tremplin    | 26e        |
| Par équipes       | PT (mixte)        | 5e         |
| Par équipes       | GT                | 6e         |

Légende : PT = petit tremplin, GT = grand tremplin 

### Coupe du monde
- Meilleur classement général : 24e en 2015.
- Meilleur résultat individuel : 7e.
- 2 podiums par équipes : 1 victoire et 1 troisième place.

#### Classements en Coupe du monde
| Année     | Classement général final |
| 2011-2012 | 61e                      |
| 2013-2014 | 37e                      |
| 2014-2015 | 24e                      |
| 2017-2018 | 39e                      |

### Championnats du monde junior
| Épreuve / Édition | Otepää 2011 | Erzurum 2012 |
| Individuel        | 39e         | Or           |
| Par équipes       | 5e          | 4e           |

### Coupe continentale
- 3e du classement général en 2017.
- 18 podiums individuels, dont 7 victoires.